# Nosivolo
A Nosivolo folyó Madagaszkár keleti részén ered, Fandriana városától keletre. A folyó útja során keleti, északkeleti irányban halad, és Madagaszkár keleti részén torkollik a Mangoro folyóba. E vízfolyás vezeti le az Ankaratra-hegység keleti hegyoldalaira hullott csapadékot. Marolambo kerület központja, Marolambo a folyó mentén fekszik az Atsinanana régióban, ott, ahol a Sandranamby folyó a Nosivolóba torkollik.
A folyóban élnek többek között a bölcsőszájúhal-félék közé tartozó Katria katria, illetve Oxylapia polli, valamint a Bedotiidae családba tartozó halak példányai. Változatos élővilágának köszönhetően a Nosivolo folyó vált 2010-ben Madagaszkár első a Ramsari egyezmény hatálya alá tartozó természetvédelmi területévé.
Jelentősebb mellékfolyói a következők: Sandranamby, Sahadinta, Manandriana, valamint a Sahanao.

## Fordítás
- Ez a szócikk részben vagy egészben  a   Nosivolo River című angol Wikipédia-szócikk ezen változatának fordításán alapul.  Az eredeti cikk szerkesztőit annak laptörténete sorolja fel. Ez a jelzés csupán a megfogalmazás eredetét és a szerzői jogokat jelzi, nem szolgál a cikkben szereplő információk forrásmegjelöléseként.